# Anomochloa marantoidea
Anomochloa marantoidea là một loài thực vật có hoa trong họ Hòa thảo. Loài này được Brongn. mô tả khoa học đầu tiên năm 1851.